# Marcus Mumford
Marcus Oliver Johnston Mumford (Anaheim, 31 januari 1987) is een Engels muzikant. Hij is leadzanger van de band Mumford & Sons. In deze band speelt hij verschillende instrumenten, zoals gitaar, drums en mandoline.

## Achtergrond
Mumfords ouders, John Mumford en Eleanor Weir-Breen, zijn nationale leiders van de Vineyard Churches UK and Ireland.
Zij zijn Britten, waardoor Mumford zowel de Engelse als de Amerikaanse nationaliteit heeft.
Het gezin keerde terug naar Engeland toen hij zes maanden oud was. Hij groeide op in Chatsworth Avenue in de wijk Wimbledon Chase in Zuidwest-Londen. Hij ging naar King's College School in Wimbledon waar hij zijn toekomstige bandgenoot Ben Lovett ontmoette. 
Na zijn eerste jaar aan de Universiteit van Edinburgh ging hij terug naar Londen om zich te richten op zijn muziekcarrière. In Edinburgh schreef Mumford het grootste gedeelte van het debuutalbum Sigh No More van Mumford & Sons. Hij begon zijn muzikale carrière met het drummen in de band van Laura Marling tijdens een tournee, samen met de huidige leden van Mumford & Sons. Na het toeren met Marling, het opdoen van ervaring met grote optredens en het beginnen met schrijven van eigen liedjes, besloten de bandleden in 2007 zelf een band op te richten. Met Mumford & Sons heeft Mumford een aantal hits op zijn naam staan, waarvan Little Lion Man (2009) de grootste is.
In 2020 bracht Mumford voor het eerst een solosingle uit, een cover van You'll Never Walk Alone van Gerry & the Pacemakers, speciaal voor War Child. Ook werd de cover dat jaar gebruikt als themalied voor de coronaeditie van 3FM Serious Request. Daarnaast zong hij datzelfde jaar Lay Your Head on Me van Major Lazer in.
Zijn eerste soloalbum, genaamd Self-Titled, verscheen op 16 september 2022. Op 3 juli 2022 heeft Steven Spielberg de videoclip voor de eerste single Cannibal van Marcus Mumford met zijn mobiele telefoon opgenomen in een sportschool in New York. De tweede single van het album werd Grace.

## Persoonlijk
Op 21 april 2012 trouwde Mumford met de Britse actrice Carey Mulligan. Als kind waren zij penvrienden en ze vonden elkaar als volwassenen weer terug. In september 2015 verwelkomden zij hun eerste kind, een dochter. In augustus 2017 werd hun zoon geboren. 

## Discografie

### Singles
- 2020: You'll Never Walk Alone

### Samenwerkingen
- 2020: Lay Your Head On Me (met Major Lazer)

### Soundtracks
- 2020: Ted Lasso